# Kanton Bruz
Bruz is een kanton van het Franse departement Ille-et-Vilaine. Het kanton maakt deel uit van het arrondissement Rennes.

## Gemeenten
Het kanton Bruz omvatte tot 2014 de volgende 7 gemeenten:
- Bourgbarré
- Bruz (hoofdplaats)
- Chartres-de-Bretagne
- Noyal-Châtillon-sur-Seiche
- Orgères
- Pont-Péan
- Saint-Erblon

Na de herindeling van de kantons door het decreet van 18 februari 2014, met uitwerking op 22 maart 2015, omvat het kanton volgende gemeenten :
- Bruz (hoofdplaats)
- Chartres-de-Bretagne
- Laillé
- Noyal-Châtillon-sur-Seiche
- Pont-Péan